# Fusiliers Arch
L'arco dei Fucilieri (in irlandese Fusiliers' arch) è un monumento situato nel centro di Dublino per commemorare le vittime tra le file dei "Dublin Royal Fusiliers" (Fucilieri Reali di Dublino), i quali persero la vita nella seconda Guerra Boera tra la fine del XIX secolo e l'inizio del successivo (1899-1902).

## Struttura
Finanziato da una raccolta pubblica, l'arco è stato progettato da John Howard Pentland e costruito da Henry Laverty and Sons, con la consultazione e collaborazione dell'architetto Thomas Drew.
Le proporzioni della struttura si inspirano a quelle dell'arco di Tito di Roma. Esternamente è largo circa 8,5 metri ed è alto 10 metri. Internamente l'arco ha un'altezza di 5,6 metri e una larghezza di circa 3,7 metri.
La struttura principale dell'arco è in granito con le iscrizioni eseguite in pietra calcarea e sulla parte anteriore dell'arco vi è un ornamento in bronzo. L'arco consente di accedere alla più vasta piazza-parco della capitale, i giardini di Saint Stephen's Green.

## Contesto
I Fusiliers furono un reggimento della fanteria che prestava servizio presso l'esercito della corona britannica; i soldati irlandesi si schierarono al fianco del regime britannico che fronteggiava le colonie, quindi combatterono contro i propri connazionali che, anche se non in questo conflitto, lottavano per l'indipendenza dal Regno Unito.
A causa di ciò, ancora oggi molti Dubliners chiamano questo arco "L'arco dei Traditori" (Traitors' Arch).